# خوسيه نونيز (لاعب كرة قدم)
خوسيه نونيز (بالإسبانية: José María Núñez Urrezola)‏ (22 يناير 1952 في إسبانيا - ) هو لاعب كرة قدم إسباني في مركز الدفاع. لعب مع أتلتيك بيلباو ب وأتلتيك بيلباو وريال سبورتينغ خيخون وSestao Sport Club ‏.

## وصلات خارجية
- خوسيه نونيز على موقع قاعدة بيانات كرة القدم.إي يو (الإنجليزية)
- خوسيه نونيز على موقع عالم كرة القدم.نت (الإنجليزية)